# علی میلانی (سیاستمدار)
علی میلانی (به انگلیسی: Ali Milani) (زادهٔ ۱۹۹۳/۱۹۹۴، ۲۴ ساله، متولد تهران) یک عضو ایرانی‌تبار حزب کارگر بریتانیا است.
علی میلانی سیاستمدار انگلیسی از حزب کارگر است که کاندیدای پارلمان در منطقه آکسبریج است. او از سوی حزب کارگر (یکی‌از اپوزیسیون‌های اصلی بریتانیا)، برگزیده شده که در مقابل بوریس جانسونِ نخست‌وزیر بریتانیا در حوزه انتخابی Uxbridge and South Ruislip قرار گیرد.
میلانی با ۲۵ سال سن در سال ۲۰۱۹ به عنوان یکی از جوانترین کاندیدها قلمداد می‌گردد.
میلانی متولد تهران است اما از ۵ سالگی به انگلستان مهاجرت کرده و دانش‌آموختهٔ دانشگاه برونل لندن است.
انتخابات عمومی بعدی بریتانیا در سال ۲۰۲۲ میلادی برگزار می‌شود.

## زندگی‌نامه
علی میلانی در سه‌سالگی به بریتانیا نقل‌مکان کرده‌است و مابقی عمر خود را در هیلینگدون سپری کرده؛ این مکان جایی است که او از آنجا کاندید عضویت پارلمان نیز می‌شود.
علی میلانی از دانشگاه برونل لندن در رشته روابط بین‌الملل فارغ‌التحصیل شده‌است. میلانی در دورانِ دانشجویی، به‌عنوان عضو هیئت اجرائی «اتحادیه ملی دانشجویان» انتخاب شد؛ و با سیاست از نوعِ دانشجویی وارد زمین سیاست شده‌است و بعدها به‌عنوان عضو شورای حزب کارگر برگزیده شد.

## دیدگاه سیاسی
علی میلانی از لحاظ دیدگاه سیاسی شدیداً در شیب جناح چپ حزب کارگر قرار دارد؛ وی با جرمی کوربین، رهبر این حزب در یک مسیر سیاسی قرار دارند.

میلانی اعتقاد دارد: 
«اجتماع ما، اجتماعی است که به تنوع خود افتخار می‌کند و به آن به‌عنوان منبع قدرت نگاه می‌کند»